# District de Devbhoomi Dwarka
Le district de Devbhumi Dwarka est un district de l'état du Gujarat, en Inde.

## Géographie
Au recensement de 2011, sa population compte 752 484 habitants.
Son chef-lieu est la ville de Dwarka. 